# Samoa na Letnich Igrzyskach Olimpijskich Młodzieży 2010
Samoa na Letnich Igrzyskach Olimpijskich Młodzieży 2010 w Singapurze reprezentowało 3 sportowców w 3 dyscyplinach.

## Skład kadry

### Lekkoatletyka
| Zawodnik     | Konkurencja           | Wynik                                           |
| ------------ | --------------------- | ----------------------------------------------- |
| Emau Toluono | Bieg na 100m chłopców | 6. miejsce (kwalifikacje), 2. miejsce (finał E) |

### Pływanie
| Zawodnik        | Konkurencja                   | Wynik                  |
| --------------- | ----------------------------- | ---------------------- |
| Rohane Crichton | 50 m stylem dowolnym chłopców | Odpadła w eliminacjach |

### Podnoszenie ciężarów
| Zawodnik         | Konkurencja                   | Wynik      |
| ---------------- | ----------------------------- | ---------- |
| Iuniarra Simanul | Kategoria do +63 kg dziewcząt | 8. miejsce |